# روي مارتن
روي مارتن (بالإنجليزية: Roy Martin)‏ (16 مايو 1929 في المملكة المتحدة - ) هو لاعب كرة قدم بريطاني في مركز الظهير. لعب مع برمنغهام سيتي وديربي كاونتي ونادي بيرتن ألبيون ونادي لونغ إيتون ‏.